# Stanisławowo (Nowy Dwór Mazowiecki)
Pour les articles homonymes, voir Stanisławowo.
Stanisławowo (prononciation : [staniswaˈvɔvɔ]) est un village polonais de la gmina de Pomiechówek dans le powiat de Nowy Dwór Mazowiecki de la voïvodie de Mazovie dans le centre-est de la Pologne.
Il se situe à environ 5 kilomètres au nord-est de Nowy Dwór Mazowiecki (siège du powiat) et à 34 kilomètres au nord-ouest de Varsovie (capitale de la Pologne).
Le village compte approximativement une population de 500 habitants

## Histoire
De 1975 à 1998, le village appartenait administrativement à la voïvodie de Varsovie.